# Khabur (Tigris)

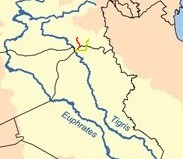
Floden Khabur.

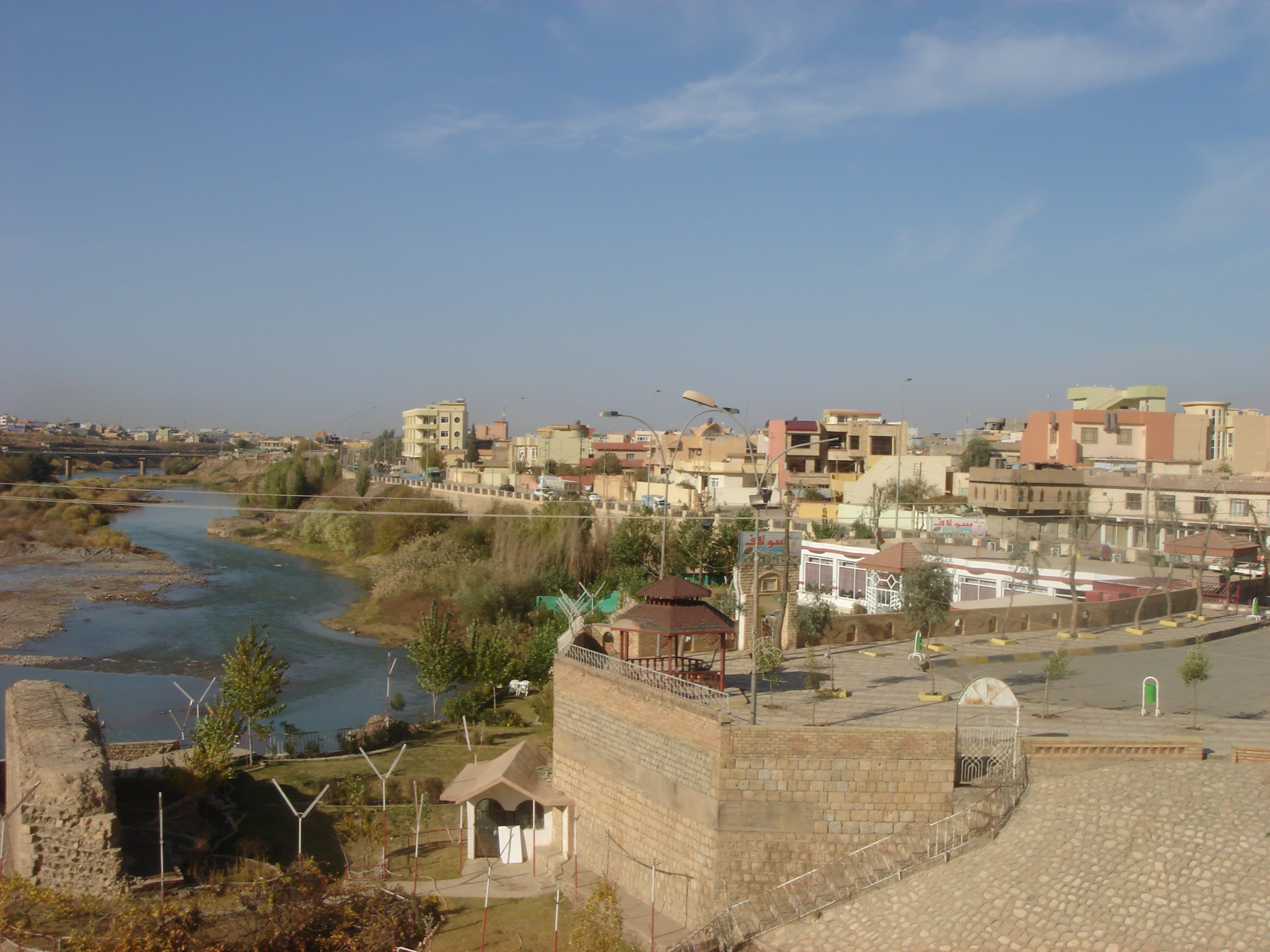
Zakho, Irakiska Kurdistan.

Khabur (Assyriska ”Khabour”) (kurdiska Xabûr, turkiska Habur Çayı) är en flod mellan Turkiet och Irak. Floden har sitt ursprung i provinsen Şırnak i regionen Östra Anatolien i Turkiet och bildar en del av gränsen mellan Irak och Turkiet och mynnar ut i Tigris i norra Irak.